# Anacardium amilcarianum
Anacardium amilcarianum é uma espécie do gênero Anacardium.  

## Taxonomia
A espécie foi descrita em 1950 por Othon Xavier de Brito Machado. 